# Juliette Weill
Pour les articles homonymes, voir Weill.
Juliette Weill, née le 23 novembre 1921 à Strasbourg (Bas-Rhin) et morte le 30 mars 1943 dans le camp d'extermination de Sobibor (Pologne), est une jeune Française juive, membre de la Résistance, arrêtée dans la rafle de la rue Sainte-Catherine, à Lyon, le 9 février 1943, par la Gestapo, sous les ordres de Klaus Barbie. Elle est déportée par le convoi n° 53 du 25 mars 1943, du camp de Drancy vers le camp d'extermination de Sobibor. Elle est âgée de 21 ans.

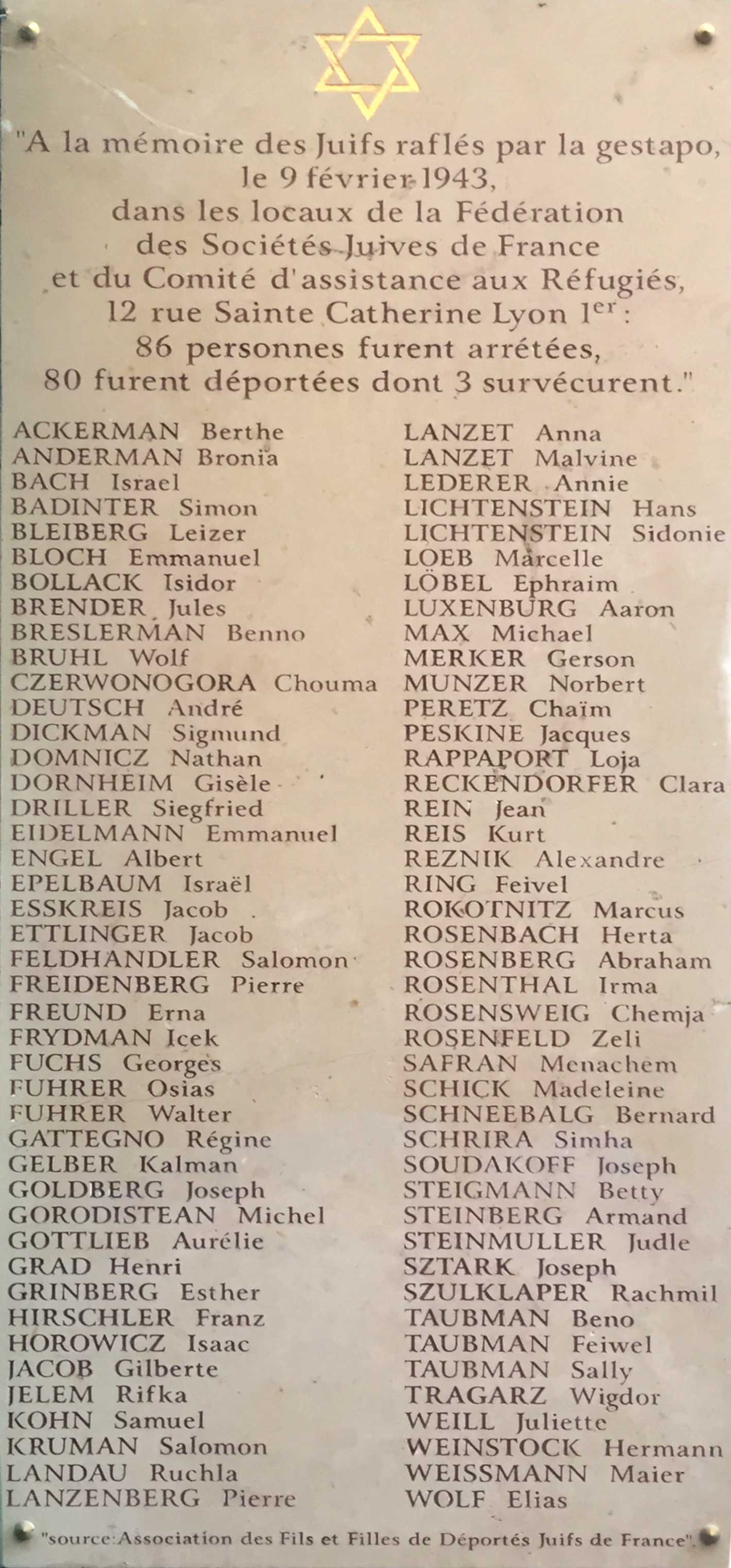
Plaque rue Sainte-Catherine.

## Biographie
Juliette Weill naît le 23 novembre 1921 à Strasbourg. 
Elle est active dans les Éclaireuses et éclaireurs israélites de France (EIF).

### Lyon
Juliette Weill habite à Lyon au 6 cours Lafayette.
Pendant la Seconde Guerre mondiale, elle est active dans la Résistance.
Elle est une responsable de la Sixième-EIF zone Sud, où les EIF (Éclaireurs israélites de France) s'occupent de disperser les jeunes des maisons d'enfants, de les munir de faux papiers et de les cacher.

### La rafle de la rue Sainte-Catherine
Le 9 février 1943, Juliette Weill est une des 83 personnes arrêtées par la Gestapo, sous les ordres de Klaus Barbie, lors de la rafle de la rue Sainte-Catherine.

### La déportation
Juliette Weill est transférée au camp de Drancy, puis déportée par le convoi n° 53 du 25 mars 1943, de Drancy vers le camp d'extermination de Sobibor. Elle est alors âgée de 21 ans.
Juliette Weill meurt le 30 mars 1943 au camp d'extermination de Sobibor.

### Ses lettres de Drancy
Le sénateur-maire de Lyon, Gérard Collomb, évoque ses lettres de Drancy, lors de la 70e commémoration de la rafle, le 9 février 2013, en présence de Robert Badinter, dont le père Simon Badinter subit le même sort qu'elle, la déportation à Sobibor. Le maire de Lyon note que Robert Badinter le 9 février 1943, vient aux nouvelles pour son père, au 12 rue Sainte-Catherine, et échappe de justesse à l'arrestation.
Gérard Collomb déclare :
« Ils ne furent que quelques-uns qui, arrivés rue Sainte-Catherine, parvinrent à en réchapper. Tous les autres furent déportés vers Drancy puis vers les camps avant d’être acheminés vers les chambres à gaz. Ils eurent parfois la possibilité d’envoyer à leur famille un ultime message. »
" Comme celui qu’écrivait, le 25 mars 1943, Juliette Weill à sa famille : « Nous voilà donc à Drancy au moment du grand départ… Je vous embrasse bien fort, tous. Ce n’est pas un adieu, ce n’est qu’un au revoir »."
« Cet au revoir, vous constatez cher Serge Klarsfeld, dans le beau document que vous avez écrit pour le CHRD à la rue Sainte-Catherine, que c’était en fait un adieu pour 77 des 80 déportés de la rafle. »
"Vous ajoutez : « C’est pour eux, pour les enfants d’Izieu, pour les déportés du convoi du 11 août 1944 à Lyon, que Beate et moi avons repéré Barbie, l’avons surveillé, et avons organisé son retour de force en France et à Lyon pour y être jugé »."